# Ленінградська (станиця)
Ленінградська (до 1934 року — Уманська) — станиця на півночі Краснодарського краю. Адміністративний центр Ленінградського району, найбільший його населений пункт. Центр Ленінградського сільського округу. Населення — 38,2 тис. осіб (2002).
Лежить на річці Сосика (притока Єї). Станція Уманська на залізниці Старомінська — Сосика-Ростовська. (З 1998 залізниця розібрана).

## Історія
Курінне селище Уманське, отримало свою назву за однойменним куренем Січі, у якому жили вихідці з околиць Умані. Засноване в 1794 — це одне з перших 40 поселень чорноморських козаків, переселених на Кубань (див. кубанські козаки).
З 1842 року — станиця Уманська.
З липня 1842 до 1869 року Уманська була адміністративним центром Єйського округу.
У 1906 році у станиці Уманській відкритий осередок українського товариства «Просвіта».
У 1913 в станиці мешкало 23 800 мешканців (13 751 козаків, 10 049 іногородніх). З козацького населення станиці Уманської й інших станиць полкового округу формувалися 1, 2 і 3 Уманський кінні полки, 17 Кубанський пластунський батальйон.
Пізньої осені 1932 станиця Уманська була занесена в «Чорні дошки ганьби», 26 листопада 1932 року постановою Крайкому ВКП(б) обсяг вивозу зерна зі станиці Уманської був збільшений до 200 тон за добу, від голоду померли сотні мешканців.
12 січня 1933 року (в час коли у станиці лютував штучно створений голод), Північно-Кавказький Крайком ВКП(б) ухвалив рішення про виселення жителів станиці у «північні райони країни».
У 1934 населення станиці, що вижило, було у повному складі (1200 сімей) виселено в північні райони СРСР і Казахстан. У станицю були заселені військовослужбовці Білоруського і Ленінградського військових округів із сім'ями. Станиця була перейменована в Ленінградську (постанову Президії ВЦИК від 20 червня 1934 року).

## Населення
За переписом 1897 року на станиці проживало 11 137 осіб (5649 чоловіків та 5488 жінок). Розподіл населення за мовою згідно з переписом 1897 року:
| Мова       | Осіб   | Відсоток |
| ---------- | ------ | -------- |
| українська | 9 748  | 87,53 %  |
| російська  | 1 303  | 11,70 %  |
| білоруська | 25     | 0,21 %   |
| німецька   | 15     | 0,13 %   |
| грузинська | 14     | 0,13 %   |
| татарська  | 13     | 0,12 %   |
| польська   | 4      | 0,04 %   |
| вірменська | 2      | 0,02 %   |
| інші       | 13     | 0,12 %   |
| Разом      | 11 137 | 100 %    |

## Відомі особистості
В поселенні народилися:
- Бриндіков Леонід Миколайович (1951) — український хірург-онколог.
- Мержаніан Артемій Сергійович (1885—1951) — радянський вчений в галузі виноградарства.
- Митрусь Іван (1897-?) — сотник Армії УНР, учасник бою під Крутами.